# Mélobosis
Mélobosis (en grec ancien Μηλόβοσίς / Mêlobosís) est, dans la mythologie grecque archaïque, une Océanide, fille d'Océan et de Téthys citée par Hésiode dans sa liste d'Océanides.

## Étymologie et fonction
Mélobosis (en grec ancien Μηλόβοσίς / Mêlobosís) signifie « qui nourrit les moutons ». Cela semble désignée Mélobosis comme une nymphe ou déesse agraire, liée au bétail.

## Famille
Ses parents sont les titans Océan et Téthys. Elle est l'une de leur multiples filles, les Océanides, généralement au nombre de trois mille, et a pour frères les Dieux-fleuve, eux aussi au nombre de trois mille. Ouranos (le Flot) et Gaïa (la Terre) sont ses grands-parents tant paternels que maternels.

## Mythe
Mélobosis n'apparait que dans un mythe: elle était présente avec quelques-unes de ses sœurs, l'une des compagnes de Perséphone, lorsque la jeune fille fut enlevée par Hadès, le dieu des enfers, comme le raconte Perséphone à sa mère Déméter dans l'hymne homérique À Démeter